# カリーニングラード
カリーニングラード（ロシア語: Калининград, ラテン文字転写: Kaliningrad〔カリニングラート〕〔カリーニン グラット〕）は、ロシア西部にあるカリーニングラード州の州都である。バルト海に接する港湾都市で、人口は約49万人（2021年）。都市圏には約80万人が居住している。カリーニングラード州は、リトアニアとポーランドに挟まれたロシアの飛地領で北西連邦管区ではサンクトペテルブルクに次ぐ第2位、バルト地方では第3位、バルト海沿岸では第7位の都市、世界有数の琥珀の産地である。
現在のカリーニングラードは、1255年、北方十字軍の時代にドイツ騎士団によって古プロイセンの集落トワンステの跡地に建設された集落で、ボヘミア王オタカル2世にちなんでケーニヒスベルク（ドイツ語: Königsberg）と名づけられた。バルト海の港町で、その後、ドイツ騎士団国、プロイセン公国（1525-1701）、東プロイセンの首都となった。1701年に首都がベルリンに移ったが、ケーニヒスベルクはプロイセン王国の戴冠式が行われる都市であり続けた。1454年から1455年まではポーランド王国に属し、1466年から1657年まではポーランドの領地となった。ケーニヒスベルクは第二次世界大戦までドイツ最東端の大都市であった。1944年の連合国軍の爆撃と1945年のケーニヒスベルクの戦いで大きな被害を受け、1945年4月9日にソビエト連邦に占領された。1945年のポツダム協定により、ソビエト連邦の統治下に置かれた。1946年、ソ連の革命家ミハイル・カリーニンにちなんでカリーニングラード市と改名された。ソビエト連邦の解体後は、ロシア最西端の州であるカリーニングラード州の行政の中心地として統治されている。
海や川の港を持つ交通の要衝として、ロシア海軍のバルチック艦隊司令部が置かれ、ロシア有数の工業都市である。コメルサントの雑誌「The Firm's Secret」では2012年、2013年、2014年にロシアで最高の都市とされ、「フォーブス」では2013年にロシアで最もビジネスに適した都市とされ、2019年にはMinstroyが発表した都市環境品質指数で5位にランクインしている。カリーニングラードは過去20年間、ロシア国内の主要な移住先となっており、2018 FIFA ワールド カップの開催都市のひとつでもある。

## 気候
- 年間平均気温：7.6℃
  - 真夏の気温：16℃ - 30℃
  - 真冬の気温：4℃ - マイナス14℃
  - 1月・2月の平均気温：マイナス4℃
  - 7月・8月の平均気温：17℃
- 年間降水量：804ミリメートル

多くのロシアの都市に比べ、海洋性に近い気候で、夏はそれほど暑くなく、冬も極端に寒くはならない。降水量は年間を通して、ほぼ均等。30℃（86.0Ｆ）を超えることはそれほど多くないが、最高気温は1992年8月10日に36.5℃（97.7Ｆ）を記録している。7月としての最高気温は1994年7月30日に記録された36.3℃（97.3Ｆ）。最低気温は1956年2月にマイナス33.3℃（マイナス27.9Ｆ）、1月としては同年にマイナス32.5℃（マイナス26.5Ｆ）を記録している。
ケッペンの気候区分では、西岸海洋性気候（Cfb）に属する。
| カリーニングラード（1991–2020年、極値1848年- ）の気候 | カリーニングラード（1991–2020年、極値1848年- ）の気候 | カリーニングラード（1991–2020年、極値1848年- ）の気候 | カリーニングラード（1991–2020年、極値1848年- ）の気候 | カリーニングラード（1991–2020年、極値1848年- ）の気候 | カリーニングラード（1991–2020年、極値1848年- ）の気候 | カリーニングラード（1991–2020年、極値1848年- ）の気候 | カリーニングラード（1991–2020年、極値1848年- ）の気候 | カリーニングラード（1991–2020年、極値1848年- ）の気候 | カリーニングラード（1991–2020年、極値1848年- ）の気候 | カリーニングラード（1991–2020年、極値1848年- ）の気候 | カリーニングラード（1991–2020年、極値1848年- ）の気候 | カリーニングラード（1991–2020年、極値1848年- ）の気候 | カリーニングラード（1991–2020年、極値1848年- ）の気候 |
| 月                                                    | 1月                                                   | 2月                                                   | 3月                                                   | 4月                                                   | 5月                                                   | 6月                                                   | 7月                                                   | 8月                                                   | 9月                                                   | 10月                                                  | 11月                                                  | 12月                                                  | 年                                                    |
| ----------------------------------------------------- | ----------------------------------------------------- | ----------------------------------------------------- | ----------------------------------------------------- | ----------------------------------------------------- | ----------------------------------------------------- | ----------------------------------------------------- | ----------------------------------------------------- | ----------------------------------------------------- | ----------------------------------------------------- | ----------------------------------------------------- | ----------------------------------------------------- | ----------------------------------------------------- | ----------------------------------------------------- |
| 最高気温記録 °C （°F）                                | 12.7 (54.9)                                           | 16.9 (62.4)                                           | 23.0 (73.4)                                           | 28.5 (83.3)                                           | 30.6 (87.1)                                           | 34.0 (93.2)                                           | 36.3 (97.3)                                           | 36.5 (97.7)                                           | 33.8 (92.8)                                           | 26.4 (79.5)                                           | 19.4 (66.9)                                           | 13.3 (55.9)                                           | 36.5 (97.7)                                           |
| 平均最高気温 °C （°F）                                | 1.1 (34)                                              | 2.1 (35.8)                                            | 6.1 (43)                                              | 13.1 (55.6)                                           | 18.2 (64.8)                                           | 21.3 (70.3)                                           | 23.5 (74.3)                                           | 23.3 (73.9)                                           | 18.4 (65.1)                                           | 12.2 (54)                                             | 6.2 (43.2)                                            | 2.6 (36.7)                                            | 12.3 (54.1)                                           |
| 日平均気温 °C （°F）                                  | −1.2 (29.8)                                           | −0.6 (30.9)                                           | 2.4 (36.3)                                            | 7.9 (46.2)                                            | 12.7 (54.9)                                           | 16.1 (61)                                             | 18.5 (65.3)                                           | 18.1 (64.6)                                           | 13.5 (56.3)                                           | 8.4 (47.1)                                            | 3.9 (39)                                              | 0.4 (32.7)                                            | 8.3 (46.9)                                            |
| 平均最低気温 °C （°F）                                | −3.5 (25.7)                                           | −3.0 (26.6)                                           | −0.8 (30.6)                                           | 3.4 (38.1)                                            | 7.5 (45.5)                                            | 11.3 (52.3)                                           | 13.9 (57)                                             | 13.3 (55.9)                                           | 9.4 (48.9)                                            | 5.2 (41.4)                                            | 1.7 (35.1)                                            | −1.8 (28.8)                                           | 4.7 (40.5)                                            |
| 最低気温記録 °C （°F）                                | −32.5 (−26.5)                                         | −33.3 (−27.9)                                         | −21.7 (−7.1)                                          | −5.8 (21.6)                                           | −3.1 (26.4)                                           | 0.7 (33.3)                                            | 4.5 (40.1)                                            | 1.6 (34.9)                                            | −2.0 (28.4)                                           | −11.2 (11.8)                                          | −18.7 (−1.7)                                          | −25.6 (−14.1)                                         | −33.3 (−27.9)                                         |
| 降水量 mm （inch）                                    | 68 (2.68)                                             | 54 (2.13)                                             | 49 (1.93)                                             | 38 (1.5)                                              | 52 (2.05)                                             | 69 (2.72)                                             | 91 (3.58)                                             | 91 (3.58)                                             | 73 (2.87)                                             | 86 (3.39)                                             | 76 (2.99)                                             | 69 (2.72)                                             | 816 (32.13)                                           |
| 平均降雨日数                                          | 14                                                    | 13                                                    | 14                                                    | 14                                                    | 14                                                    | 16                                                    | 15                                                    | 16                                                    | 17                                                    | 18                                                    | 18                                                    | 16                                                    | 185                                                   |
| 平均降雪日数                                          | 15                                                    | 15                                                    | 10                                                    | 3                                                     | 0.1                                                   | 0                                                     | 0                                                     | 0                                                     | 0                                                     | 1                                                     | 7                                                     | 13                                                    | 64                                                    |
| % 湿度                                                | 85                                                    | 83                                                    | 78                                                    | 72                                                    | 71                                                    | 74                                                    | 75                                                    | 77                                                    | 81                                                    | 83                                                    | 86                                                    | 87                                                    | 79                                                    |
| 平均月間日照時間                                      | 35                                                    | 61                                                    | 120                                                   | 171                                                   | 253                                                   | 264                                                   | 257                                                   | 228                                                   | 158                                                   | 96                                                    | 38                                                    | 26                                                    | 1,707                                                 |
| 出典1：Pogoda.ru.net                                  |                                                       |                                                       |                                                       |                                                       |                                                       |                                                       |                                                       |                                                       |                                                       |                                                       |                                                       |                                                       |                                                       |
| 出典2：NOAA (sun 1961–1990)                           |                                                       |                                                       |                                                       |                                                       |                                                       |                                                       |                                                       |                                                       |                                                       |                                                       |                                                       |                                                       |                                                       |

## 歴史

ドイツ帝国の地図。最東端がケーニヒスベルクを州都とする東プロイセン。

### ケーニヒスベルクとしての歴史
現在カリーニングラードと呼ばれているケーニヒスベルクは、1255年にドイツ騎士団によって建設され、ハンザ同盟に所属するバルト海の貿易都市となった。街はポーランドとリトアニアを流れるプレーゲル川（現・プレゴリャ川）の河口部に位置し、中州であるクナイプホーフを中心に広がり、プレーゲル川流域の物産を集めてバルト海沿岸の諸都市と交易し繁栄した。ところが、住民はポーランド王国を支持してドイツ騎士団と対立、1410年のタンネンベルクの戦いの結果、第一次トルンの和約が交わされ、ケーニヒスベルクをはじめとしたドイツ騎士団領はすべてポーランド王国の従属国となる。その後、ドイツ騎士団による専制に反発したケーニヒスベルクなどの商業都市がプロイセン連合を結成して騎士団と対立してポーランド王国の庇護を求め、1466年の第二次トルンの和約によりケーニヒスベルクはポーランド王の直接の所有物となり、住民による自治権を与えられた。ポーランドの支配が及んでいた17世紀中頃までは、ポーランド語の「クルレビエツ」（ポーランド語: Królewiec）という名前でも知られていた。

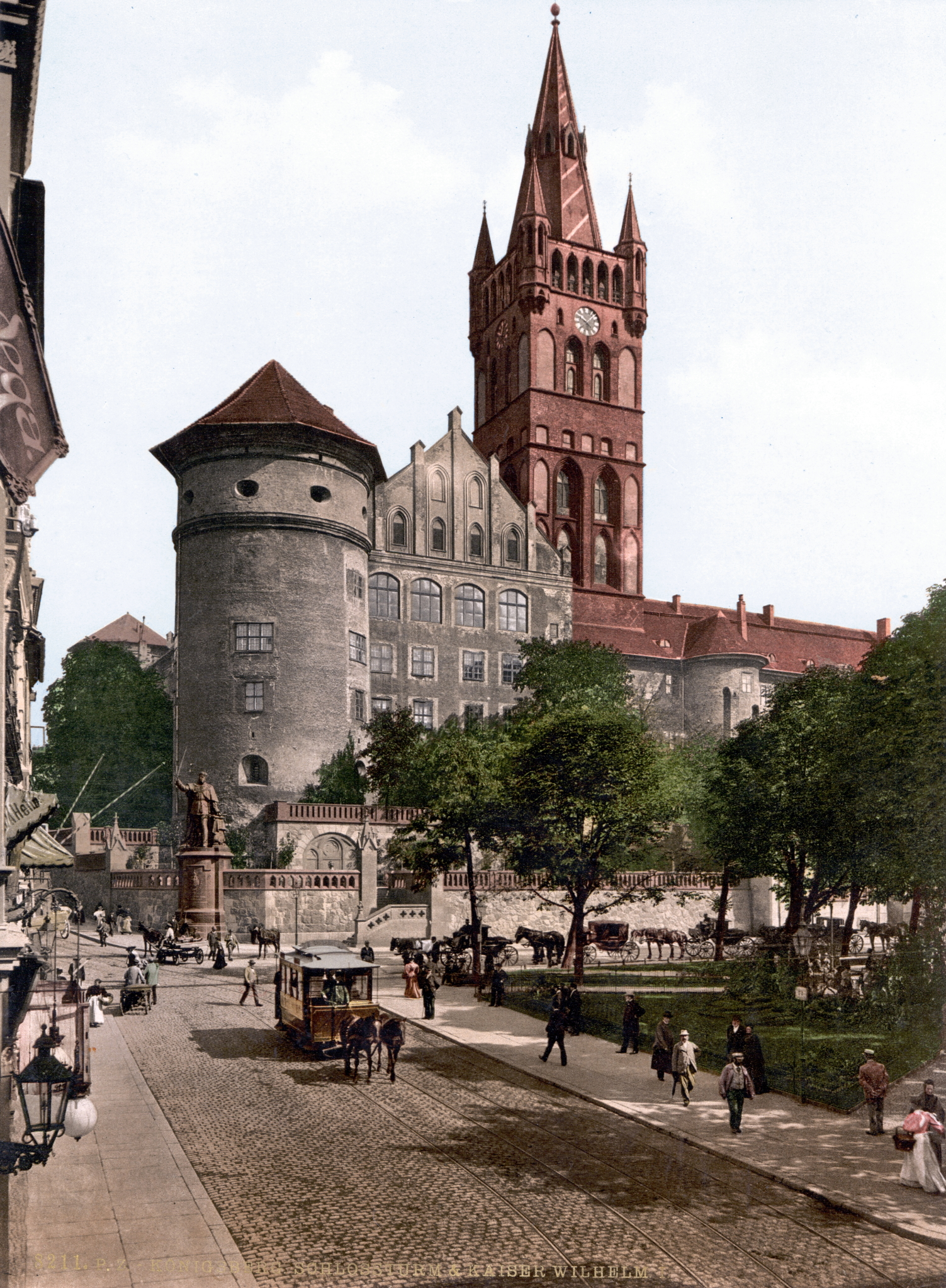
19世紀末頃のケーニヒスベルク城

1525年にドイツ騎士団の総長であったホーエンツォレルン家のアルブレヒトが修道会国家を世俗化させてプロシア公領を東プロイセンに成立させ、ケーニヒスベルクはその首都となった。公国の血が絶えると、1618年より同族であるブランデンブルク選帝侯のホーエンツォレルン家が飛び地となる公国を同時に治めることになった。1660年のオリヴァ協定でポーランド王国がプロシア公領に対する宗主権を放棄して公領はポーランドから独立、プロイセン公国となり、1466年より194年間ポーランド王が保障した自治権によって大いに繁栄していたケーニヒスベルクはその自治権を失ってプロイセン公国に隷属することになった。
1701年、ブランデンブルク選帝侯フリードリヒ3世は神聖ローマ帝国の外にあたるケーニヒスベルクで王に即位、フリードリヒ1世となりプロイセン王国がこの街で誕生した。この時期、ケーニヒスベルク大学などを擁する教育と研究の中心地でもあり、イマヌエル・カントら多くの学者を輩出した。19世紀にプロイセン王国を中心にドイツ帝国が形成されると、その一部となった。1848年にはヨーロッパ市民革命のプロイセンにおける中心地となり、王侯貴族の支配に対して商工業者を中心とした市民が立ち上がり、大規模な抵抗運動を行った。

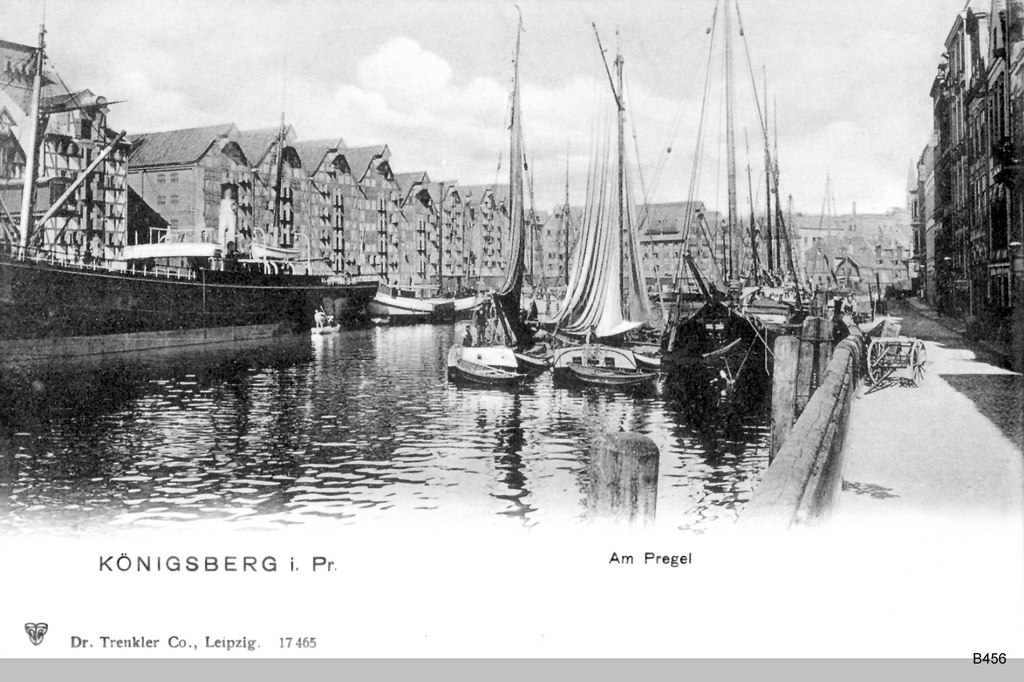
プレーゲル川沿いの河岸

第一次世界大戦後、旧ドイツ帝国の東部領土が割譲され、ドイツやオーストリアによって分割されていたポーランドが独立を果たした。その際、ポーランド北部のバルト海に面した地域にあたる旧プロイセン公国の領域のうち、自由都市として残されたダンツィヒ（グダンスク）を除いた「西プロイセン」は、ポーランドの海への出口（ポーランド回廊）としてポーランドに割譲された。ケーニヒスベルクを中心とする「東プロイセン」はドイツ領として残されたが、ドイツ本国との陸上路が閉ざされ、孤立した飛び地となった。
のちにドイツで政権を握ったナチス党のアドルフ・ヒトラーは、ポーランド侵攻直前に飛び地の解消を名目にポーランド回廊の領土返還を要求したが、権威主義的なポーランド側はミュンヘン会談の取り決め（ドイツは英・仏・伊に対しチェコスロバキアから併合したズデーテン地方以外に領土要求はしないと約束した）を盾にドイツの領土要求を拒否したため、ドイツ軍がポーランドに侵攻し、ポーランドと相互防衛条約を結んでいた英仏がドイツに宣戦布告して、第二次世界大戦が始まった。

### ソビエト領カリーニングラードへ

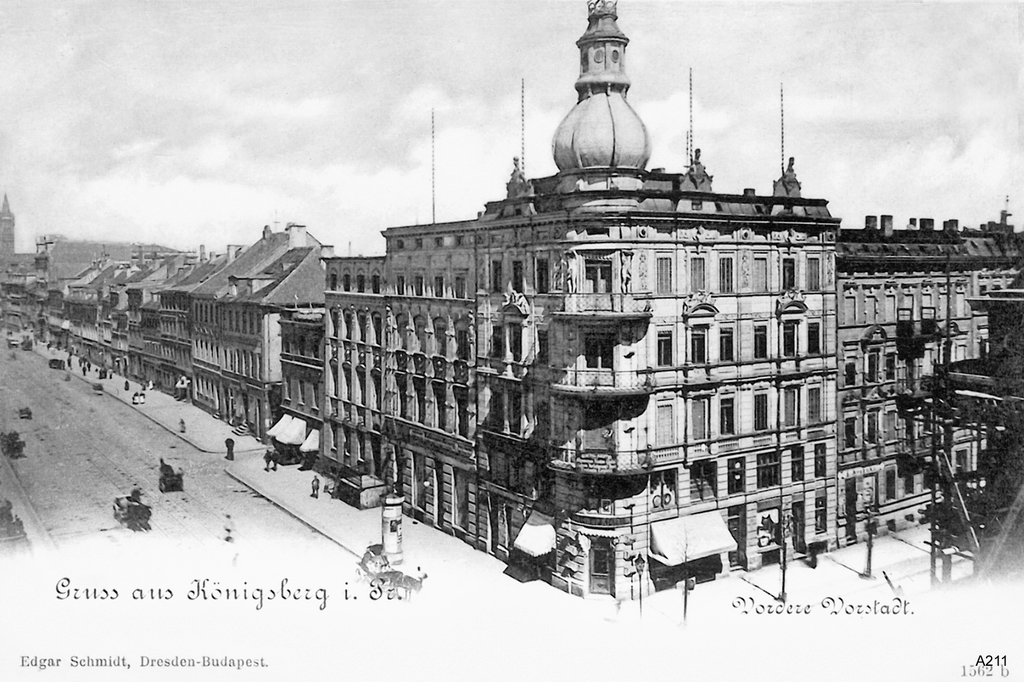
第二次大戦前の市街風景

独ソ戦中盤までケーニヒスベルクは比較的平和が保たれたが、戦争末期には東部戦線の激しい戦場となった。1944年8月26日から27日の夜にかけてイギリス軍の爆撃機174機による長距離爆撃が行われたが、この空襲は郊外に爆弾のほとんどが落ち、ほぼ失敗に終わった。しかし、続く8月29日から30日にかけてのイギリス軍機189機による空襲では市街地中心部が打撃を受けた。住居と工場の多くが破壊されたほか、クナイプホーフや旧市街の大半、ケーニヒスベルク大聖堂はじめとする古い教会のほとんど、ケーニヒスベルク城、大学などは完全に破壊された。
ソ連赤軍が東プロイセンに進撃を始めた1944年10月頃からは約37万人にのぼる市民の西部ドイツへの脱出が始まった。1945年1月13日にはソ連軍がついにケーニヒスベルクに達し、1月末には市は完全に包囲されたが、市民や避難民はドイツ軍の確保した鉄道と港湾を使ってバルト海経由でケーニヒスベルクからの脱出を続けた。要塞化された市街の周辺には地雷や鉄条網などで三重の防衛線が築かれ、2月から3月の間ドイツ軍は抵抗をつづけた。しかし、1945年4月6日から4月9日まで、ソ連軍は4日間にわたり南北から最後の突撃を行い、残されたドイツ軍は降伏してケーニヒスベルクは陥落した（ケーニヒスベルクの戦い）。

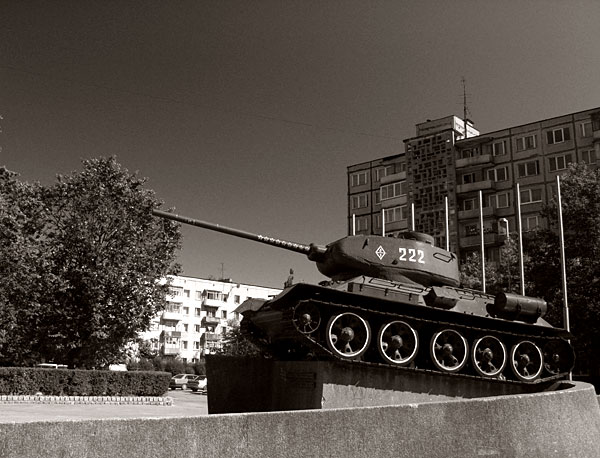
T-34戦車、第二次大戦の戦勝記念碑の1つ

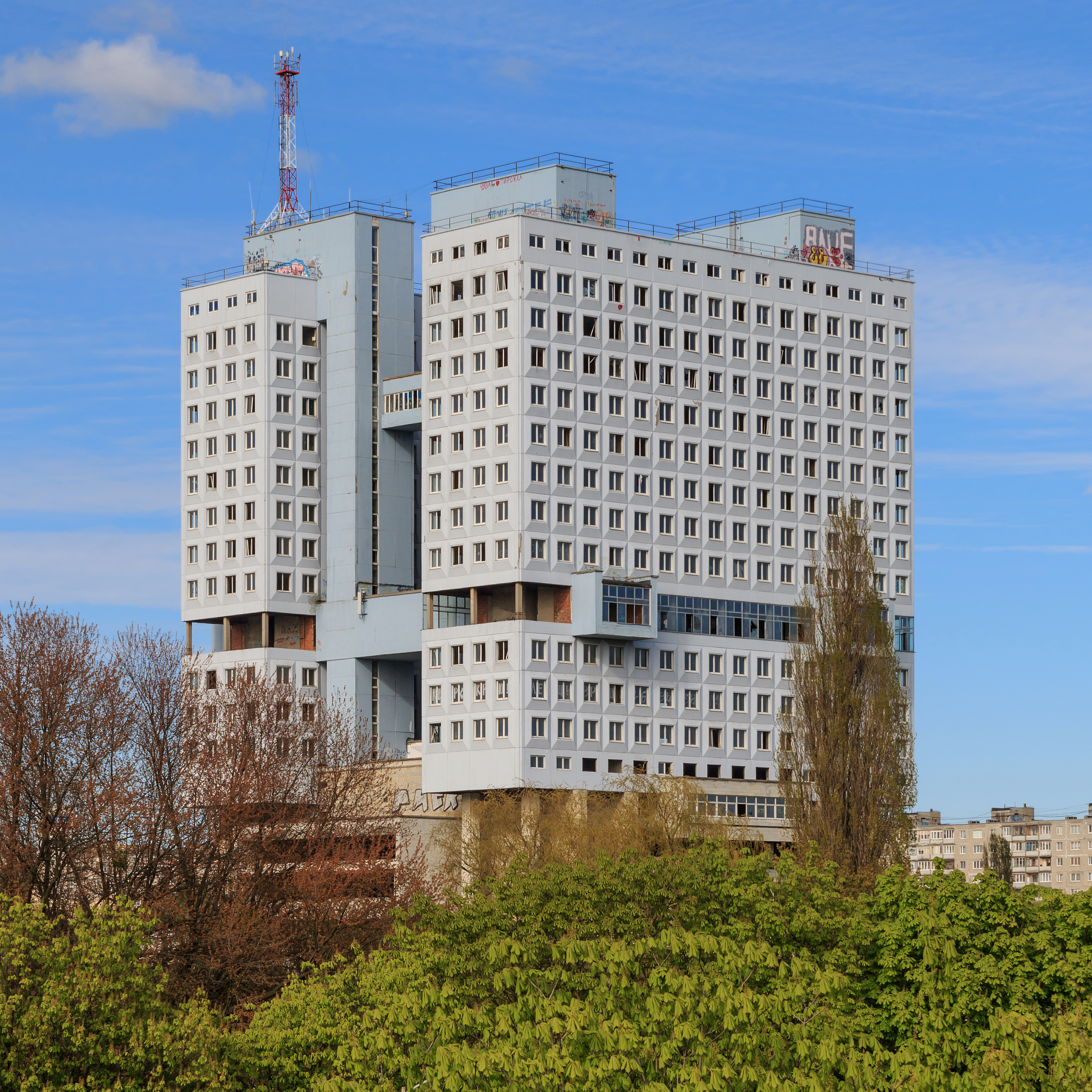
ケーニヒスベルク城跡に建設されたソビエトの家

ドイツの戦後処理が話し合われたポツダム会談において、ケーニヒスベルクはソ連邦への帰属が決定された。すなわち、東プロイセンは南北に分割され、南部はポーランド領に、ケーニヒスベルクを含む北部はソ連のロシア・ソビエト連邦社会主義共和国に編入された。戦後もドイツ系市民約2万人（1945年7月の同市の総人口は約7万人）が同市内に残留していたが、1947年10月11日スターリンは市内に残留していたドイツ系市民の追放を決定し、翌年にかけてドイツ系残留市民は全員鉄路でソビエト占領区域（後の東ドイツ地域に相当）へと移送された。前後して大量のソ連市民が市内へ移住した。1946年7月4日、ソ連領となったケーニヒスベルクは、1か月前に死去した先のソビエト連邦最高会議幹部会議長ミハイル・イワノヴィッチ・カリーニンにちなんでカリーニングラード市、区域全体はカリーニングラード州とロシア語名に改称された。その後、ケーニヒスベルク城の焼け残った外壁はドイツ時代の遺物として完全に破壊され、城の跡地にはソビエトの家が建設された。ケーニヒスベルク大聖堂の外壁は、歴史的な旧市街の廃墟が完全に撤去された空き地のなかにそのまま残された。
カリーニングラードは冷戦時代は軍事都市として、州全体が外国人の立ち入りが規制される閉鎖都市であった。ソ連でも重要な不凍港としてバルト艦隊の拠点となり、造船業が発達した。

### 冷戦後
ところが、冷戦終結後にリトアニアがソ連から独立した結果、今度はカリーニングラード州がソ連・ロシア連邦の飛び地となった。さらに冷戦後の造船需要の悪化で造船業が衰退して失業率が増加し、市民の4割が貧困層といわれるほど経済状況が悪化、琥珀も密売者の間で高騰した。ソ連崩壊後の一時期は東欧各国の中心にある地理的特性を活かして「バルト海の香港」にしようという夢が語られたが、それとは程遠い状態になりつつある。ソ連崩壊直後、ロシアはここをポーランド領とする案を用意（代わりにドイツはシュチェチンを得るという話であった）したものの頓挫、結局そのまま放置された。
カリーニングラードの経済は崩壊し、この町が東ヨーロッパの中心に位置するということもあって、麻薬取引、人身売買、盗難車の取引中継地など、東欧・旧ソ連全域を舞台にしたさまざまな犯罪の拠点に利用されるほど治安が悪化、エイズなどの感染症も蔓延しはじめた。さらに、軍事都市時代の有害な廃棄物が放置されており、居住できない土地が拡大した。

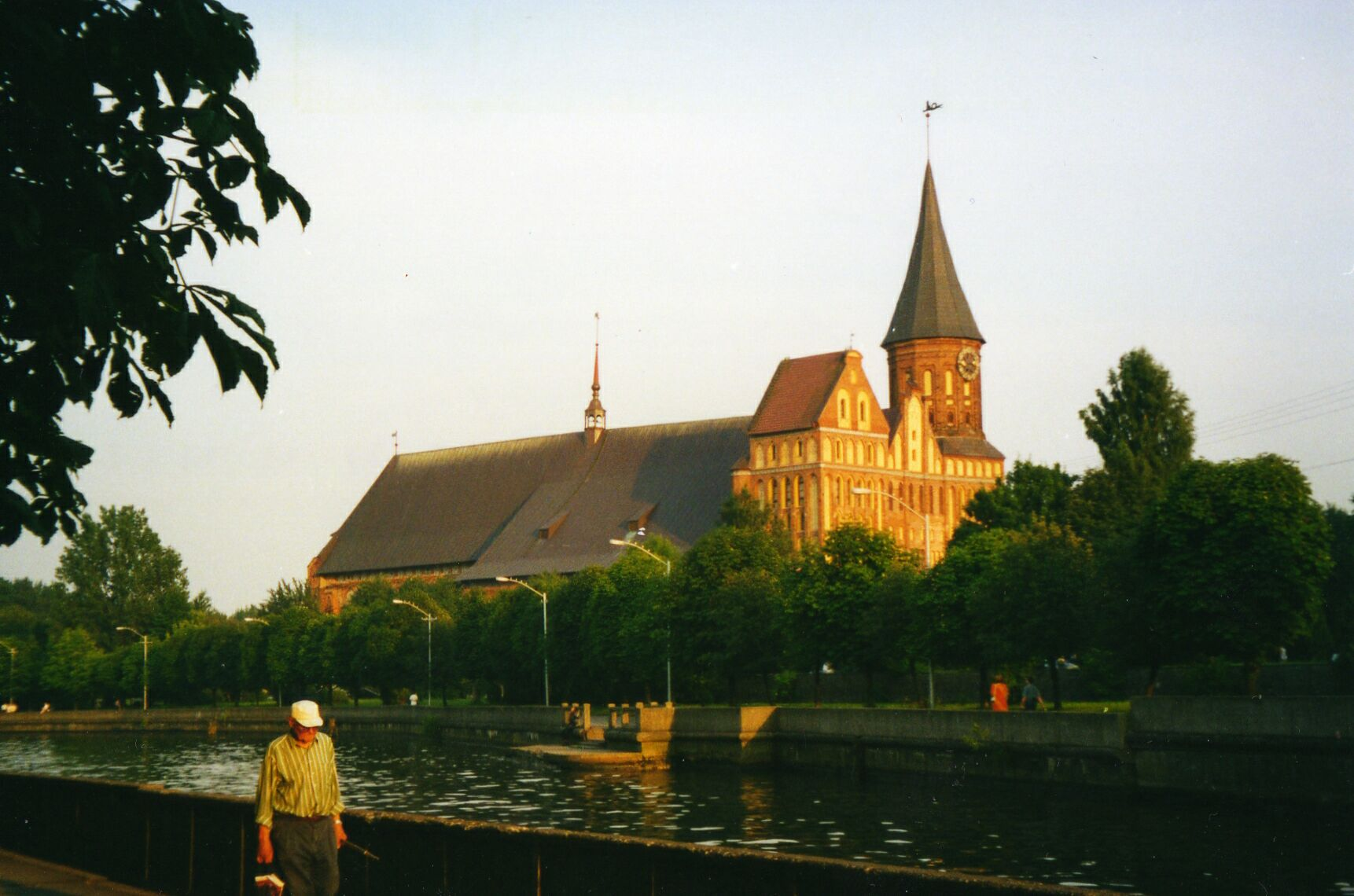
ソ連崩壊後に再建されたクナイプホーフのケーニヒスベルク大聖堂

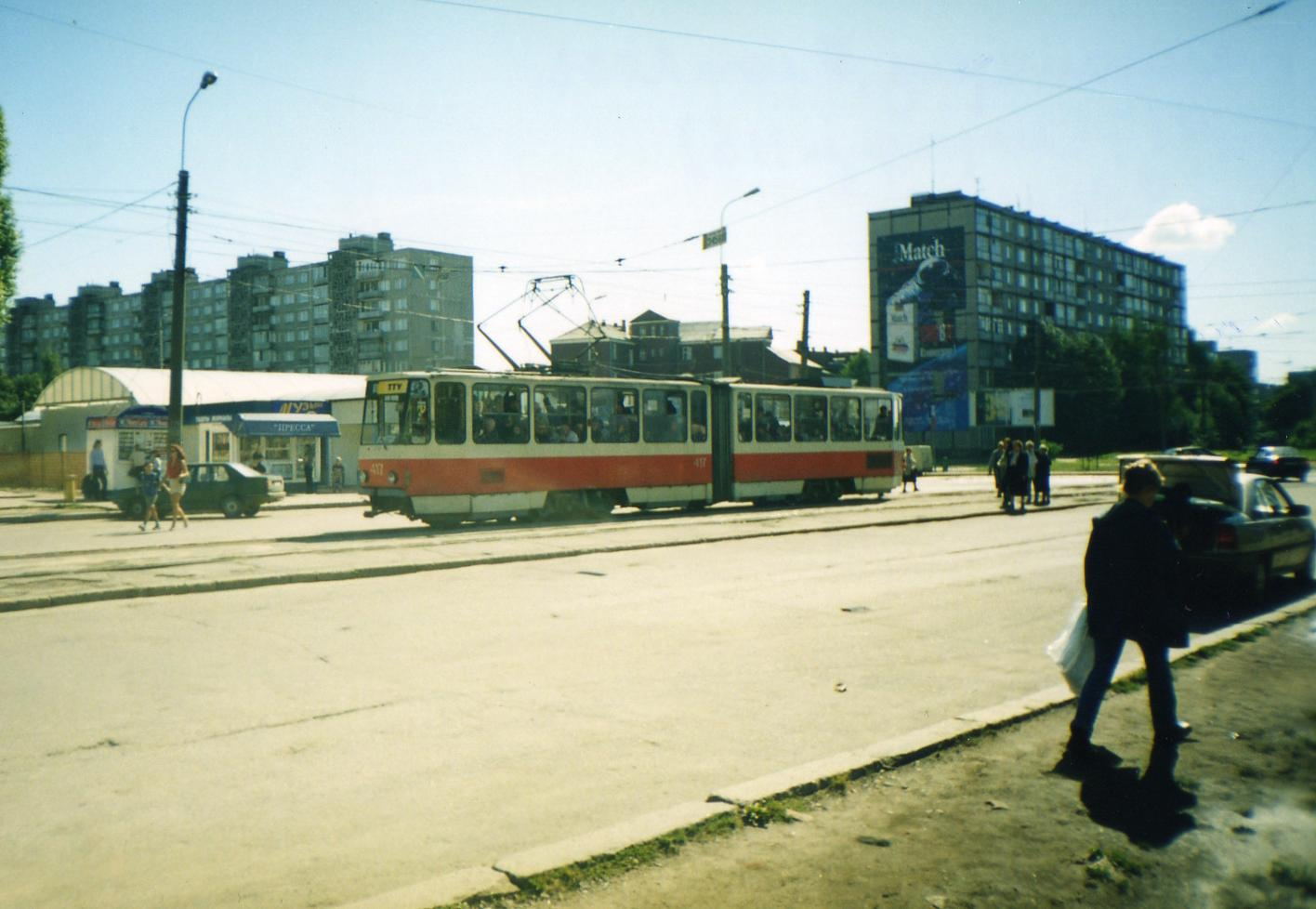
カリーニングラード市電 （2001年）

独立後10年を経て、ロシア政府はカリーニングラードの復興をてこ入れすることとし、経済対策として経済特区を設け、輸入関税を免除するなど外貨獲得を目指した。しかし、当初はロシア国内向けの家電組立工場が多数成立した他は特区の効果はあまり出ず、さらに2004年に周囲を取り囲むリトアニアとポーランドが共にEUに加盟したため、カリーニングラードとロシア本土との通行にリトアニアがビザを課すようになったなど、周囲との通行に障害が生じ、先の見通しが立たないとまでいわれた。
その後、ロシア本土との通行にリトアニアのビザ取得が簡素化され、物流も整備された結果、カリーニングラードの経済は成長を遂げた。

### 2020年代
カリーニングラードはロシア海軍バルト艦隊の重要な軍港であり続けている。2022年ロシアのウクライナ侵攻時には強襲揚陸艦3隻が寄港し、対岸のスウェーデンが軍事的な警戒態勢を強化した。
2022年6月21日、リトアニアは、ロシア本国からカリーニングラードに至る区間で、鉄道輸送の一部を「欧州連合による（ウクライナに侵攻した）ロシアに対する制裁」に則って禁止した。この制裁は、翌月13日に軍事物資以外など一部の項目で緩和された。
2023年5月10日、ポーランドにおけるカリーニングラードの呼称がポーランド語名の「クルレビエツ」（ポーランド語: Królewiec）に変更された。これに対して、ロシアのペスコフ大統領報道官は「敵対的な行動だ」と反発している。

## ギャラリー
- ケーニヒスベルクのパサージュ
- アルトシュタットの市場
- ケーニヒスベルク城の背後の池
- カリーニングラード歴史美術博物館、戦前の建物の再利用
- 城門、Königstor
- 城門、Friedrichsburger Tor
- カリーニングラード救世主ハリストス大聖堂
- イマヌエル・カント像
- ケーニヒスベルク証券取引場の残骸
- 再建されたケーニヒスベルク大聖堂
- カリーニングラード市街
- モスコフスキー通りを通る路面電車
- カリーニングラード市街と市電
- プレゴリャ川沿いに新築された戦前のケーニヒスベルク風の建物
- プレゴリャ川沿いに新築された戦前のケーニヒスベルク風の建物

## ゆかりの人物

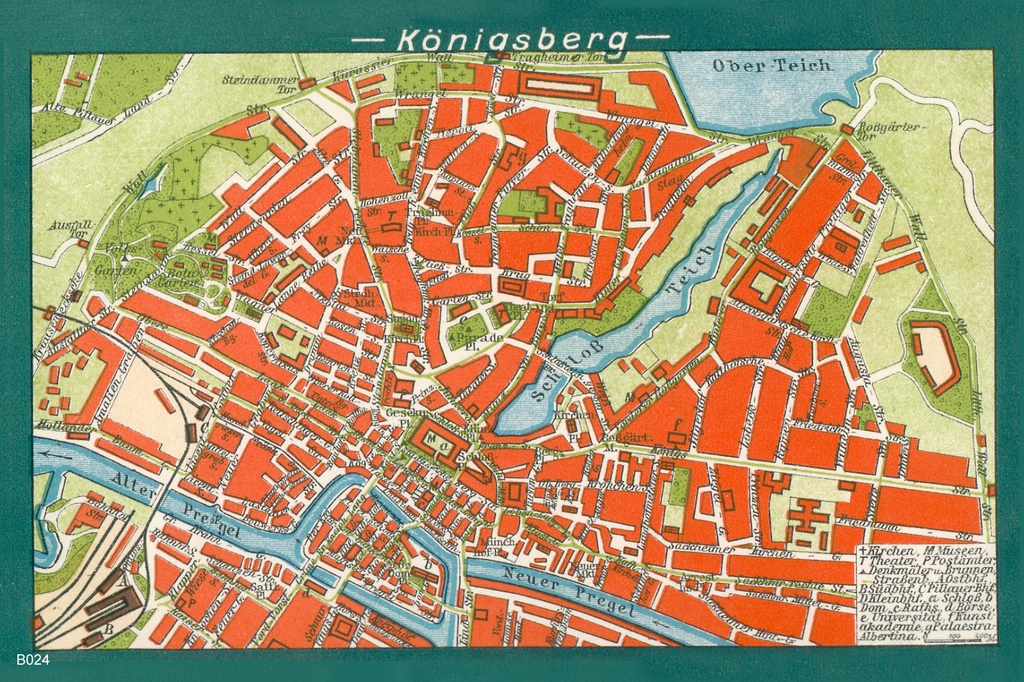
戦前のケーニヒスベルクの地図

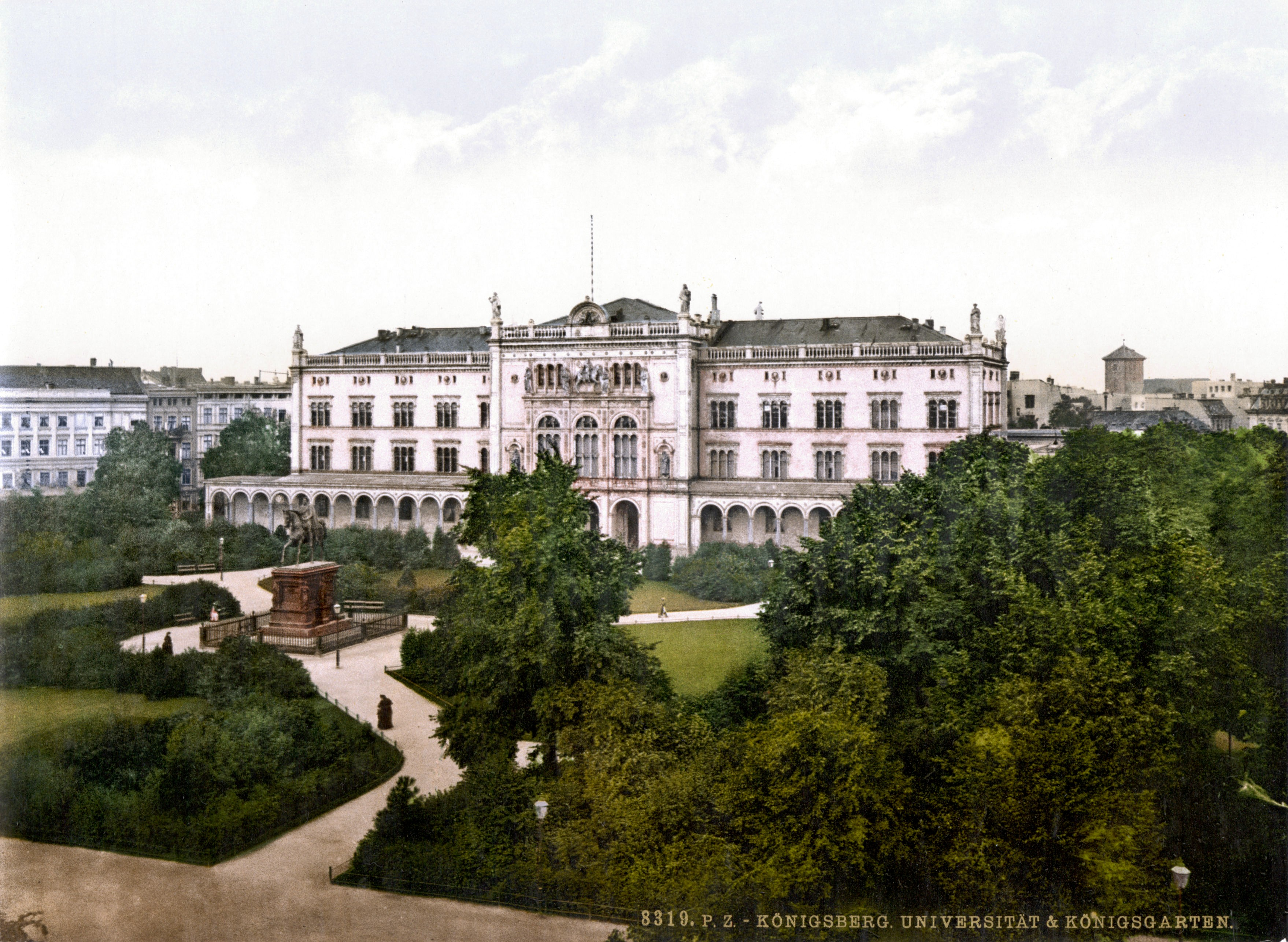
ケーニヒスベルク大学（アルベルティナ大学、19世紀後半）。後のカリーニングラード大学、現在のイマヌエル・カント・バルト連邦大学

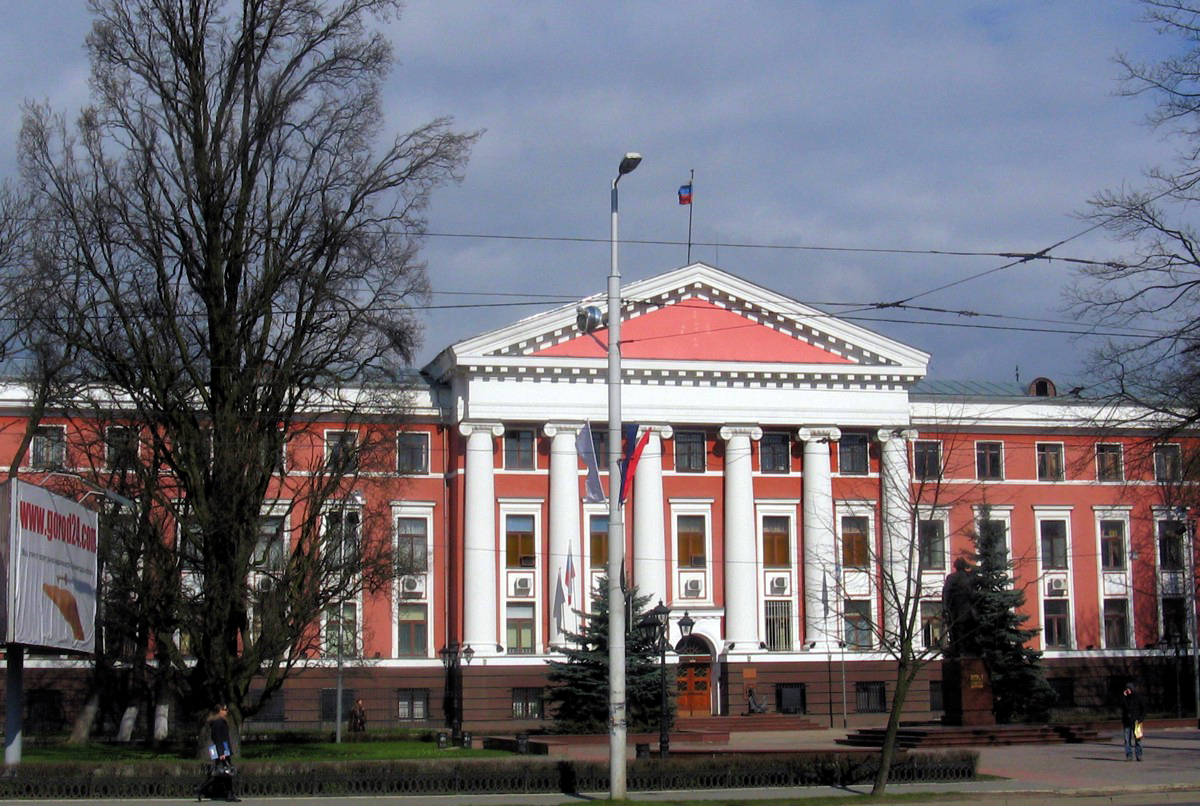
バルト海艦隊司令部

- ヨハン・ゲオルク・ハーマン：哲学者・文学者
- ヨハン・ゴットフリート・ヘルダー：哲学者・文学者、詩人、神学者
- イマヌエル・カント：哲学者
- レオンハルト・オイラー（下記「ケーニヒスベルクの橋」参照）：数学者・物理学者
- ケーテ・コルヴィッツ：版画家、彫刻家
- ハンナ・アーレント：哲学者
- ブルーノ・タウト：建築家、都市計画家
- エルンスト・テオドーア・アマデーウス・ホフマン：小説家、詩人、作曲家、音楽評論家、画家、裁判官
- オットー・ヴァラッハ：化学者
- フリッツ・アルベルト・リップマン：生化学者（1953年度ノーベル生理学・医学賞受賞）
- ダーヴィト・ヒルベルト：数学者
- レア・ラビン：イツハク・ラビンの妻
- クリスティアン・ゴールドバッハ：数学者
- 杉原千畝：赴任した外交官
- リュドミラ・プーチナ：ロシア連邦大統領ウラジーミル・プーチンの元夫人
- ダリア・イオノワ：バレリーナマリインスキーバレエソリスト
- エヴゲーニイ・グリシコヴェツ：作家

## 交通

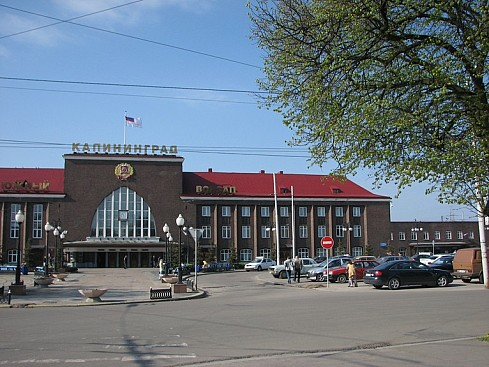
カリーニングラード南駅

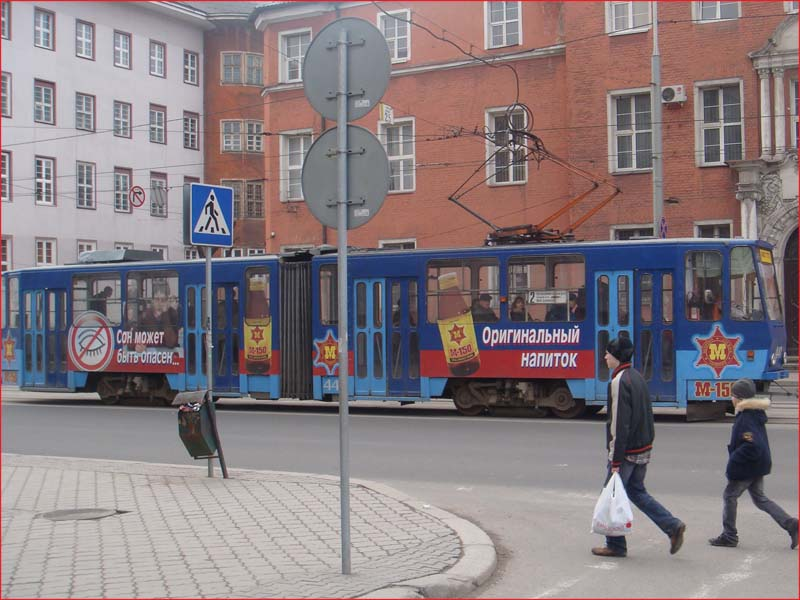
カリーニングラード市電

フラブロヴォ空港からは、ロシア本土の各都市や他のヨーロッパ都市への便が運行されている。バルチースクからはサンクトペテルブルク、ストックホルム、コペンハーゲン、リガ、キールへの航路がある。
カリーニングラード南駅からはモスクワ、サンクトペテルブルク、ソチ、チェリャビンスク方面への列車が運行されている。カリーニングラードの鉄道は、ポーランド・東ドイツ方面の路線で標準軌を広軌と併設（三線軌条）している。これは冷戦期には軍事目的で整備されたものである。カリーニングラード駅の6番ホームは、エルブロンク方面からの標準軌の列車が発着可能である。近郊列車はカリーニングラード北駅からも発着しており、ゼレノグラーツク、スヴェトロゴルスク、ソヴィェツク方面に向かうものがある。
路面電車は1881年に開業し、現在も運行が続けられている（カリーニングラード市電）。1975年にはトロリーバスの運行も開始された。

## 姉妹都市
- ウッチ、ポーランド
- エルブロンク、ポーランド
- オルシュティン、ポーランド
- グダニスク、ポーランド
- グディニャ、ポーランド
- ザブジェ、ポーランド
- トルン、ポーランド
- カウナス、リトアニア
- クライペダ、リトアニア
- キール、ドイツ
- ブレーマーハーフェン、ドイツ
- フローニンゲン、オランダ
- ノーフォーク、アメリカ合衆国

## 文化
2018 FIFAワールドカップの開催都市のひとつとなり、新築のカリーニングラード・スタジアムが会場として使用された。大会後はロシア・ナショナル・フットボールリーグに所属するFCバルチカ・カリーニングラードの本拠地として使用される。

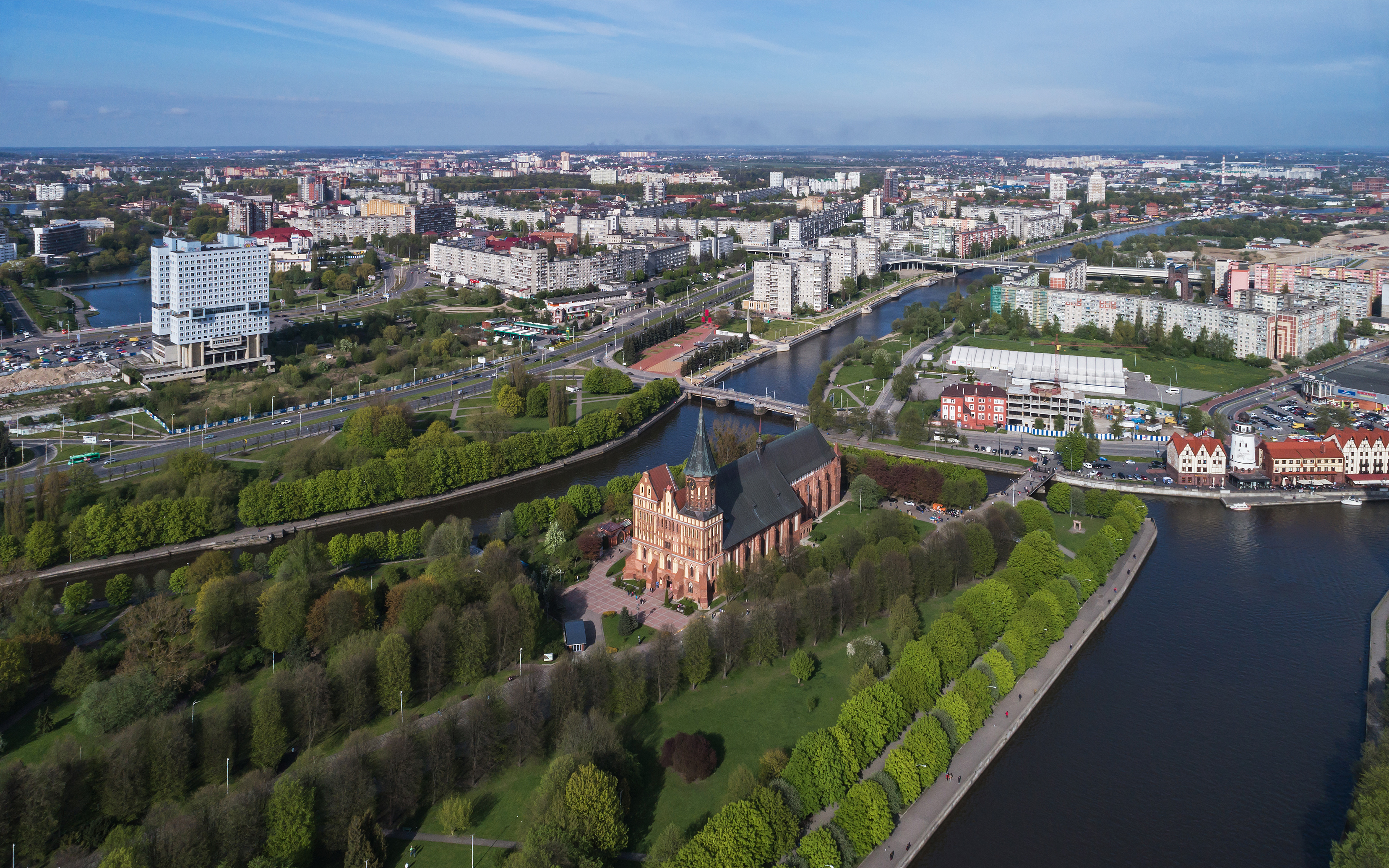
カリーニングラード市街空撮。川沿いの木立ちのある場所がケーニヒスベルクの歴史的中心地の跡地。中央がケーニヒスベルク大聖堂（再建）、左上がケーニヒスベルク城の跡に建つソビエトの家

## 文献
- Eberhard Beckherrn, Aleksej Dubatov: Die Königsberg-Papiere. Neue Dokumente aus russischen Archiven. Schicksal einer deutschen Stadt. Langen Müller, München 1994.
- Bert Hoppe: Auf den Trümmern von Königsberg. Kaliningrad 1946−1970, Schriftenreihe der Vierteljahrshefte für Zeitgeschichte, Bd. 80, München 2000.
- Per Brodersen: Die Stadt im Westen. Wie Königsberg Kaliningrad wurde (mit einem Vorwort von Haug von Kuenheim), Vandenhoeck & Ruprecht, Göttingen 2008, ISBN 978-3-525-36301-0.
- Eckhard Matthes (Herausgeber): Als Russe in Ostpreussen. Sowjetische Umsiedler über ihren Neubeginn in Königsberg/Kaliningrad nach 1945, Ostfildern 1999.
- Eckhard Matthes: Verbotene Erinnerung. Die Wiederentdeckung der ostpreußischen Geschichte im Gebiet Kaliningrad (1945−2001). In: Osteuropa 51 (2001), H. 11−12, S. 1350−1390.